# Sadomasochismo

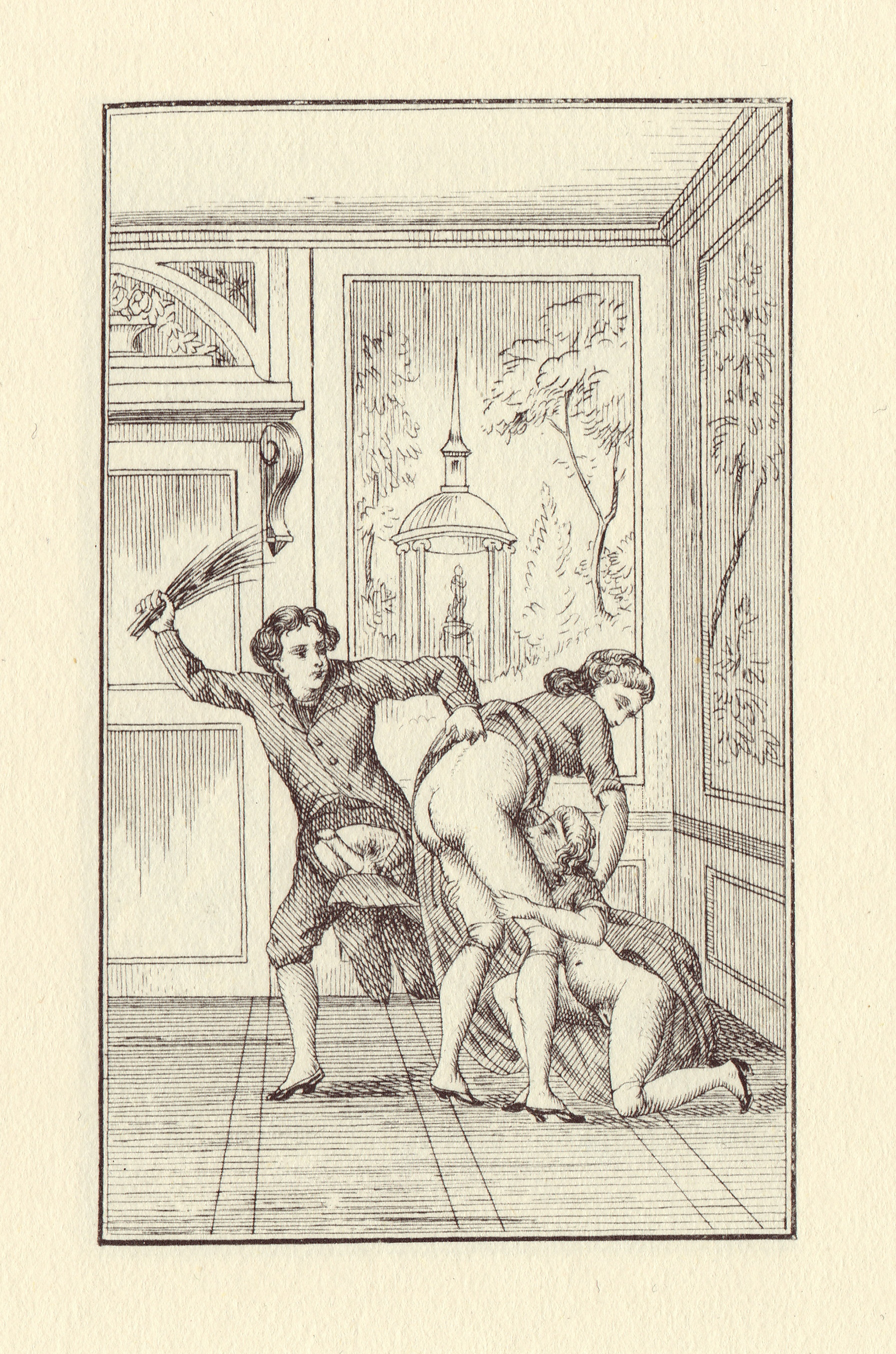
Un uomo frusta una donna con delle fascine (birching); incisione per il romanzo erotico La nuova Justine del marchese de Sade (1797)

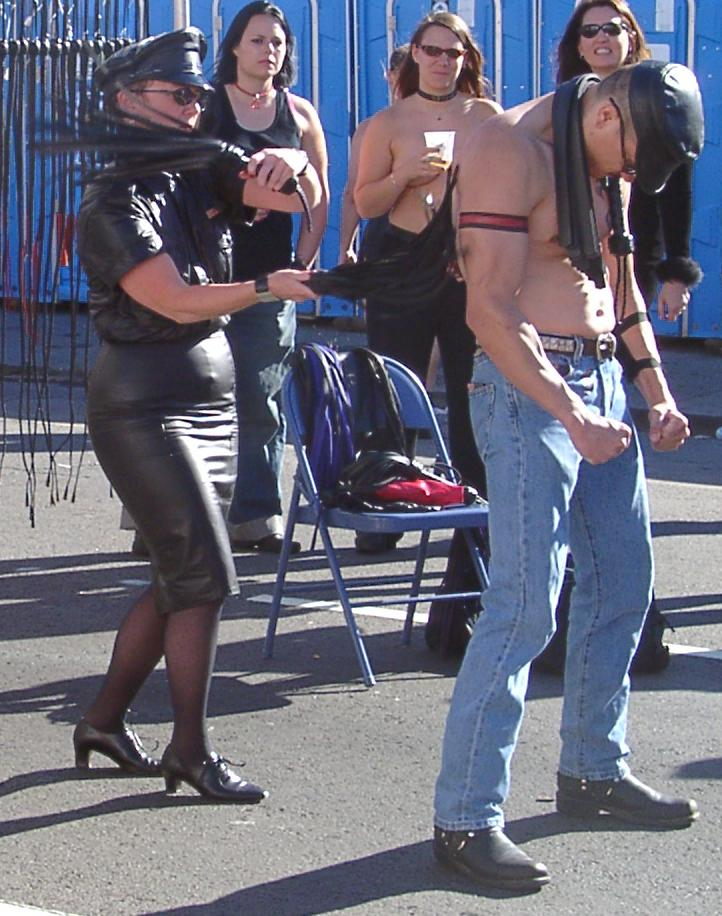
Scena sadomaso di flagellazione pubblica BDSM (acronimo di Bondage, Dominazione-sottomissione, Sadismo-Masochismo) con donna dominante in questo caso

Sadomasochismo (dall'unione di sadismo e masochismo) o sadomaso (in acronimo: SM, S&M o S/M) è una parafilia, nonché il dare e ricevere piacere da pratiche erotiche che comportano la ricezione o l'inflizione di dolore o umiliazione. I praticanti del sadomasochismo possono cercare piacere sessuale dai loro atti. Mentre i termini sadico e masochista si riferiscono rispettivamente a chi dare e ricevere dolore, alcuni praticanti di sadomasochismo possono passare dall'attività alla passività.

## Etimologia e Storia Clinica
Dare una chiara e netta definizione del termine sadomasochismo risulta in parte ostico, a causa anche della diversità d'intenti nelle sue applicazioni; spesso liberamente utilizzato per riferirsi a individui crudeli e cattivi di natura, di indole e d'istinto da una parte, dall'altra riferito a chi gioisce del male subito (sadismo e masochismo esclusivamente come termini medici, quindi).
Una ricerca condotta nel 2007 da Richters e colleghi ha esaminato la credenza comune che le persone con interessi sessuali sadomaso siano pericolose in sé e/o a loro volta precedentemente abusate: il loro studio pare aver scoperto invece che il sadomasochismo BDSM è semplicemente un interesse sessuale e non necessariamente prova di una qualche violenza subita in passato, né tanto meno segno di una qualche grave intima difficoltà sessuale.
Le due parole di cui si compone il termine, ossia sadismo e masochismo, derivano dai nomi di due autori. Il primo è dal Marchese de Sade, un aristocratico francese vissuto nella seconda metà del XVIII secolo, filosofo libertino e autore di romanzi erotici in cui viene descritta approfonditamente la pratica psichiatrizzata in seguito come sadismo (godere del male altrui, provare piacere per il dolore inflitto agli altri). I suoi libri più famosi sono Le 120 giornate di Sodoma, La filosofia nel boudoir, La nuova Justine (sottotitolo "Le sciagure della virtù") e Juliette (sottotitolo "Le prosperità del vizio").
Masochismo invece deriva da Leopold von Sacher-Masoch, raffinato scrittore austriaco della metà dell'800 il quale ha praticato la sottomissione maschile ed espresso in molti suoi romanzi (il più conosciuto e celebre dei quali è Venere in pelliccia) le proprie fantasie al riguardo. Queste due caratteristiche, il piacere nel dominare e il piacere derivante dall'esser sottomessi, sono stati adottati dalla terminologia scientifica professionale la quale ha inserito tali fenomeni comportamentali nella sua classificazione delle malattie psicologiche e degli orientamenti sessuali dannosi.

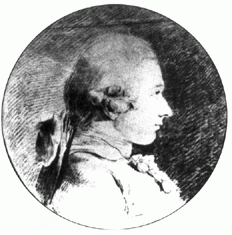
Ritratto del Marchese de Sade di Charles-Amédée-Philippe van Loo, 1761

Il primo ad inserire i termini sadismo e masochismo nella terminologia medica istituzionale è stato lo psichiatra tedesco Richard von Krafft-Ebing nella sua perla Neue Forschungen auf dem Gebiet der Psychopathia Sexualis (Nuova ricerca nel campo della psicopatologia del sesso) datata 1890. Nel 1905 a sua volta anche Sigmund Freud descrisse il sadismo-masochismo nei suoi Drei Abhandlungen zur Sexualtheorie (Tre saggi sulla teoria sessuale) facendolo derivare da uno sviluppo psicologico aberrante avvenuto nella prima infanzia; egli ha anche gettato le basi per la prospettiva medica (ampiamente accettata in materia) dei decenni successivi. Questo ha portato al primo utilizzo del termine composto sado-masochismo da parte di Isidor Isaak Sadger, un medico legale seguace della psicoanalisi viennese, nel suo lavoro intitolato Über den sado-masochistischen Komplex (Per quanto riguarda il complesso sadomasochista) del 1913.
Nel tardo XX secolo gli attivisti del BDSM hanno protestato contro questi modelli concettuali, fondati esclusivamente su osservazioni di pazienti psichiatrici e costruiti sul presupposto di una psicopatologia: i sostenitori del sadomaso affermano pertanto l'illogicità nel voler attribuire fenomeni comportamentali umani complessi come sadismo e masochismo alle creazioni letterarie di due individui storici. Hanno cercato quindi di distinguersi dalle nozioni ancora largamente diffuse della teoria psichiatrica ottocentesca con l'adozione del termine BDSM al posto di sadomasochismo.

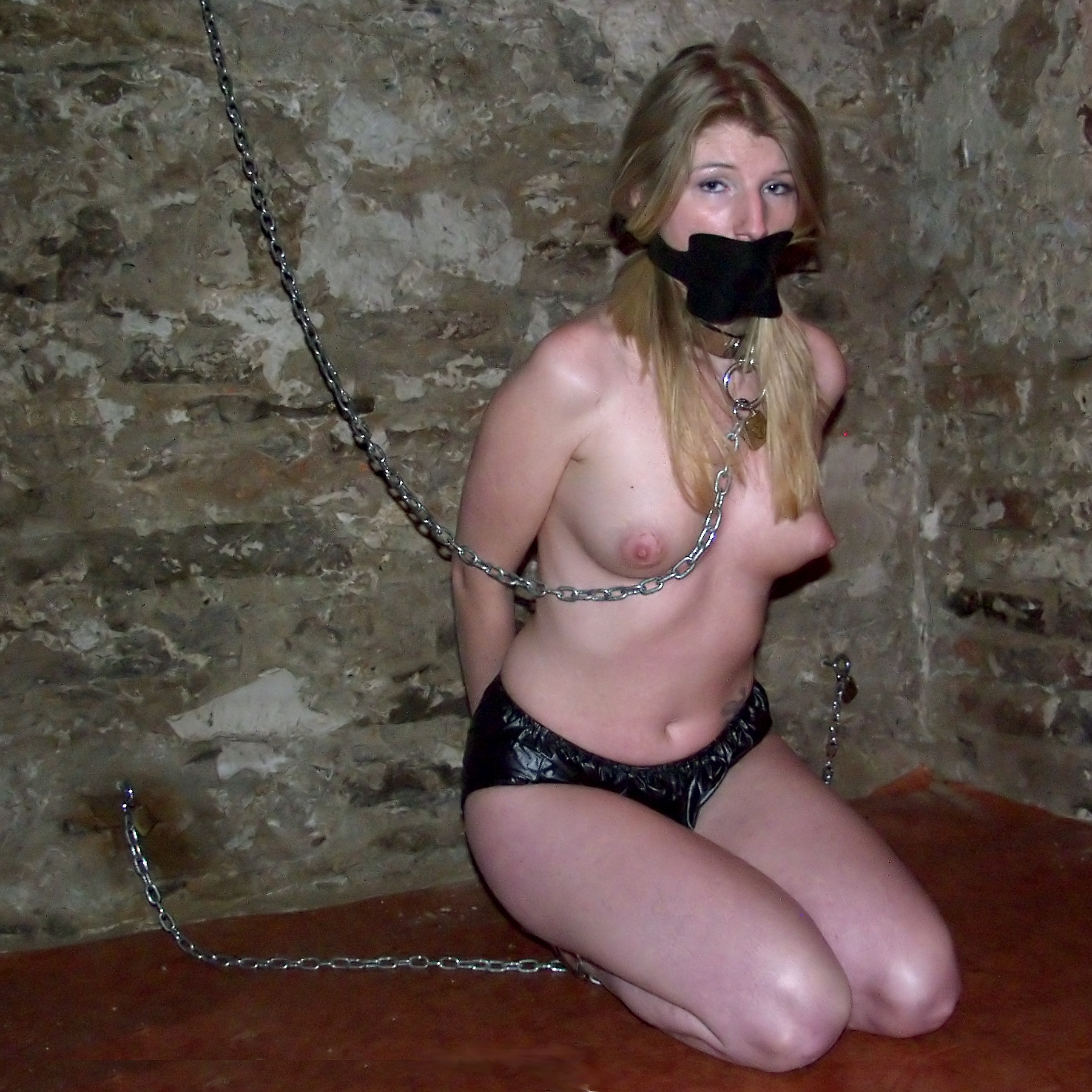
Donna masochista sottomessa ad un uomo o un'altra donna.

In contrasto con chi vuole spiegare il sadomasochismo attraverso approcci psicologici, psicoanalitici, medici o legali, i quali cercano tutti di catalogare in una forma fissa e stabile comportamenti e desideri nel tentativo di ricondurli ad una radice comune che ne smascheri la "causa scatenante" Byrne suggerisce invece che tali pratiche possano anche esser vedute come esempi di "sessualità estetica", in cui l'impulso fisiologico o psicologico fondante diventa irrilevante. Piuttosto, continua l'autore, sadismo e masochismo possono esser praticati attraverso una deliberazione, una libera scelta, guidati da alcuni obiettivi estetici legati allo stile, al piacere e all'identità; queste pratiche, in determinate circostanze e contesti, possono esser paragonati alla creazione artistica.

## Prospettiva storica e psicologia moderna
Nel suo saggio del 1967 intitolato "Il freddo e il crudele" il filosofo Gilles Deleuze rifiuta in toto l'utilizzo del termine sadomasochismo in quanto artificioso, in particolare nel contesto dell'opera di Leopold von Sacher-Masoch; il suo argomento è che la tendenza verso il masochismo si basa sul desiderio intensificato causato o esaltato dalla frustrazione per il ritardo della gratificazione: portato agli estremi questo ritardo si manifesta come estrema freddezza (impulso antitetico rispetto a quello sadico, per cui è impossibile una convivenza dei due in un'unica definizione).
Prima di Deleuze tuttavia, già Jean Paul Sartre aveva presentato la sua teoria nei riguardi di sadismo e masochismo: il masochismo è un tentativo della coscienza di ridursi a nulla, riducendosi a oggetto soffocato dall'abissale soggettività dell'Altro.
Infine, anche René Girard, nel suo lavoro del 1978 "Delle cose nascoste fin dalla fondazione del mondo", in un capitolo specifico rende il masochismo parte coerente della sua teoria del desiderio mimetico.

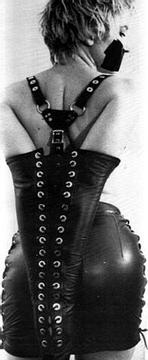
Monoguanto bondage

Il dottor Merlino, psichiatra, saggista e opinionista del New York Daily News ha affermato in un'intervista che un rapporto sadomasochistico, fintanto che è consensuale (Safe, Sane and Consensual), non è un problema psicologico: "È un problema solo se viene fatta violenza ad una persona, se c'è costrizione, se si approfitta dell'eventuale fragilità psichica di una persona e se ciò causa difficoltà nella vita personale o professionale. Se nulla di ciò è, io non vedo la cosa come la cosa possa definirsi un problema".
Solitamente viene dato per scontato dagli psicologi che le esperienze avvenute durante la prima infanzia e precedenti alla pubertà possono avere un effetto profondo sul carattere e sulla maturazione sessuale nella vita adulta (esattamente come pensava Freud ancora all'inizio del '900). I desideri sadomaso sembrano tuttavia formarsi e radicarsi in varie età (da prima della pubertà ad età adulta avanzata): secondo uno studio effettuato nel 1985 la maggioranza dei masochisti maschi (53%) hanno sviluppato il loro interesse prima dei 15 anni, mentre la maggior parte delle femmine (78%) lo aveva sviluppato in seguito.
La prevalenza di preferenze sadomasochiste nella popolazione generale è sconosciuta, nonostante ciò il sadismo femminile è meno visibile di quello maschile: alcuni sondaggi hanno comparato le fantasie sadiche presenti in maschi e femmine; i risultati paiono dimostrare non esservi una netta prevalenza né maschile né femminile per quanto riguarda il sadismo.

### Categorizzazione psicologica
La classificazione di sadismo e masochismo è sempre rimasta separata, il primo è stato incluso già nel primo Manuale diagnostico e statistico dei disturbi mentali del 1952 (assieme ad altri aspetti dell'esistenza definiti come comportamenti anormali, quali il mangiarsi le unghie, succhiarsi il pollice, il sonnambulismo, la timidezza o disturbo da ansietà sociale), mentre il secondo vi entra nel 1968. La psichiatria contemporanea continua ad identificare separatamente sadismo e masochismo, classificando tali pratiche e stili di vita come una condizione medica.
La quarta edizione del DSM, 1994, indica ad esempio come criteri per riconoscere il masochismo: "l'attività dev'essere il solo mezzo di gratificazione sessuale per un periodo di almeno sei mesi" ma deve anche produrre "un disagio clinicamente significativo o una menomazione sociale, lavorativa o di altre aree importanti del funzionamento" per essere diagnosticata come parafilia. I criteri per il riconoscimento del sadismo hanno avuto invece minori modifiche redazionali nel corso del tempo.
L'ICD-10, decima revisione ad opera dell'Organizzazione Mondiale della Sanità della "classificazione dei disturbi mentali", differisce per certi aspetti dal DSM, unendo ad esempio sadismo e masochismo in sado-masochismo, facendo inoltre una distinzione più marcata tra pratiche consensuali e violenza sessuale e suggerendo infine che aspetti sadomaso si verifichino all'interno della maggior parte delle relazioni sessuali.
I criteri addotti dal DSM per definire sadismo e masochismo sono stati criticati in quanto vaghi e non testati nelle condizioni della vita reale; una delle preoccupazioni è l'ambiguo criterio per la distinzione tra attività sessuali cosiddette comuni e l'identificazione delle parafilie. Altri credono che l'esistenza stessa di molte "parafilie" riposi sulle percezioni convenzionali della "sessualità normale".
Sono ancora molti gli studi di psicologi italiani fortemente ancorati sulla correlazione fra sadomasochismo e devianza, traumi, autolesionismo, attaccamento e abusi; da tale variegata letteratura si evince come, al di là dei complessi profili psicologici degli interessati e delle motivazioni profonde che li possono condurre alla perversione, queste pratiche sono più spesso frequenti in soggetti di tipo borderline; in particolare, l'individuo che sceglie di assoggettarsi a pratiche di masochismo, risulta mosso da un comportamento psicologico la cui causa emotiva è, a sua volta, il senso di colpa.